# Aulactinia stella
Aulactinia stella is een zeeanemonensoort uit de familie Actiniidae.
Aulactinia stella is voor het eerst wetenschappelijk beschreven door Verrill in 1864.